# LADSPA
LADSPA é um acrônimo para Linux Audio Developers Simple Plugin API. É um padrão para operar filtros e efeitos, licenciado sob a GNU LGPL. Foi projetado originalmente para o Linux através de consenso na lista de emails Linux Audio Developers, mas funciona em uma variedade de outras plataformas. Ela é usada em muitos softwares livres de áudio e existe uma vasta gama de plugins LADSPA disponíveis.
LADSPA está disponível como um arquivo header escrito na linguagem de programação C.
Há uma grande variedade de padrões para plugins de áudio e a maioria dos sintetizadores por software e editores de som os suportam. O padrão mais conhecido provavelmente é o Steinberg Cubase's Virtual Studio Technology. LADSPA é incomum, pois tenta fornecer apenas a parte mais comum aos demais padrões. Isto significa que o seu alcance é limitado, mas é simples e plugins escritos são fáceis de inserir em outros programas. A norma mudou muito pouco com o passar do tempo, de modo que problemas de compatibilidade são raros.
DSSI (Disposable Soft Synth Interface) estende LADSPA para cobrir plugins de instrumentos.
LV2 (Linux Audio Developer's Simple Plugin API) é um sucessor, baseado em LADSPA mas permitindo fácil extensibilidade. 

## Ligações Externas
- ladspa.org (archive)
- http://plugin.org.uk/
- http://tap-plugins.sf.net/
- http://lv2plug.in/